# Macrocypria
Macrocypria är ett släkte av kräftdjur som beskrevs av Georg Ossian Sars 1923. Macrocypria ingår i familjen Macrocyprididae.
Släktet innehåller bara arten Macrocypria angusta.